# Oktoberforeningen
Oktoberforeningen var den förening som 10 oktober 1865 - 31 juli 1870 under Christian Emil Krag-Juel-Vind-Frijs och Jens Andersen Hansen i Danmark förenade "de stora och de små bönderna" med front mot nationalliberalerna. 
Oktoberforeningen bidrog i hög grad till att genomföra den reviderade grundlagen av 28 juli 1866, som fastslog godsägarnas övermakt i dansk politik, men föreningen försvagades starkt, då Frijs inte upptog någon av bondevännernas ledare i sin regering 1865-70, och splittrades på grund av arrendefrågan.